# Hans-Joachim Pochstein
Hans-Joachim Pochstein, auch: Hansjoachim Pochstein (* 30. Oktober 1952; † 5. Juni 1991) war ein deutscher Fußballspieler. Der Offensivspieler hat beim VfL Bochum von 1974 bis 1979 in der Fußball-Bundesliga 99 Ligaspiele absolviert und sechs Tore erzielt.

## Sportliche Laufbahn
Der Stürmer begann seine Karriere beim BV Brambauer, stieg zur Saison 1973/74 mit dem Verein aus Lünen vom Stadion am Freibad in die Verbandsliga Westfalen auf und wurde zur Saison 1974/75 vom VfL Bochum in den Bundesligakader geholt. Als weitere Neuzugänge verpflichtete der VfL noch die Spieler Klaus Franke, Paul Holz, Gisbert Horsthemke und Josef Kaczor. Mit den Neuzugängen sollte vor allem der Verlust des Torjägers Hans Walitza kompensiert werden. Pochstein debütierte in der Bundesliga am 5. Spieltag der Saison 1974/75, als er bei der Bochumer 0:2-Niederlage gegen Eintracht Braunschweig für Heinz-Werner Eggeling eingewechselt wurde. Mit Eggeling (21/2) wechselte er sich zumeist als zweite Spitze an der Seite von dem zehnfachen Torschützen „Jupp“ Kaczor in der Angriffsspitze ab und absolvierte in seinem Debütjahr 16 Bundesligaspiele (1 Tor). Der 1,71 Meter große und schmächtige Angreifer war ein Vorbereiter über den Flügel und erreichte an der Seite von Torhüter Werner Scholz, den Verteidigern Dieter Versen, Hartmut Fromm, Michael Eggert, den Mittelfeldakteuren Werner Balte, Michael Lameck, Franz-Josef Tenhagen und den Stürmern Eggeling und Kaczor unter Trainer Heinz Höher den 11. Rang.
In seiner zweiten und dritten Saison beim VfL Bochum, 1975/76 und 1976/77, gehörte der Angreifer mit 31/3 beziehungsweise 32/1 Einsätzen und Toren der Stammbesetzung der Mannschaft von der Castropper Straße an. In beiden Runden kämpfte der VfL aber massiv um den Klassenerhalt. Waren zur Saison 1975/76 mit Harry Ellbracht und Holger Trimhold zwei den Kader verstärkende Neuzugänge dazu gekommen, war es 1976/77 mit Matthias Herget nur ein Neuzugang der als Verstärkung gelten konnte. Da das Höher-Team 1975/76 im Angriff mit Balte, Eggeling, Kaczor und Pochstein vier Cracks unter Vertrag hatte, wurde Hermann Gerland zum rechten Verteidiger umgeschult und der zu einem Probetraining in Bochum angetretene Stürmer Horst Hrubesch abgelehnt. In der Saison 1976/77 fand am 18. September 1976 ein denkwürdiges Heimspiel gegen den FC Bayern München statt. In der 53. Minute brachte Pochstein mit einem Treffer den VfL mit 4:0 in Führung, der Erfolg gegen Bayern München schien greifbar nah. Beim Schlusspfiff jubelten aber die Bayern, sie hatten das Spiel noch mit 6:5 drehen können.
Als in der Saison 1977/78 mit Dieter Bast und Lothar Woelk zwei Leistungsträger neu zum Spielerkader gekommen waren, wechselte sich Pochstein mit Dieter Schwemmle als zweite Spitze an der Seite von Hans-Joachim Abel ab. In seinem fünften Jahr bei Bochum war er nur noch Ergänzungsspieler und kam lediglich noch zu sechs weiteren Bundesligaeinsätzen. Abel und Eggeling waren im Angriff gesetzt und dahinter setzte Trainer Höher auf ein verstärktes Mittelfeld. Nach fünf Runden in Bochum in der Bundesliga kehrte Pochstein zur Saison 1979/80 wieder zu seinem Heimatverein BV Brambauer nach Lünen in die Verbandsliga Westfalen zurück.

## Weiterer Werdegang
Im Alter von nur 38 Jahren endete das Leben des früheren Erstligakickers. Im Juni 1991 verstarb er nach „schwerer Krankheit“, nachdem Pochstein noch bis 1990 als Spielertrainer des SV Brambauer aktiv gewesen war.